# Гемпшир (порода свиней)

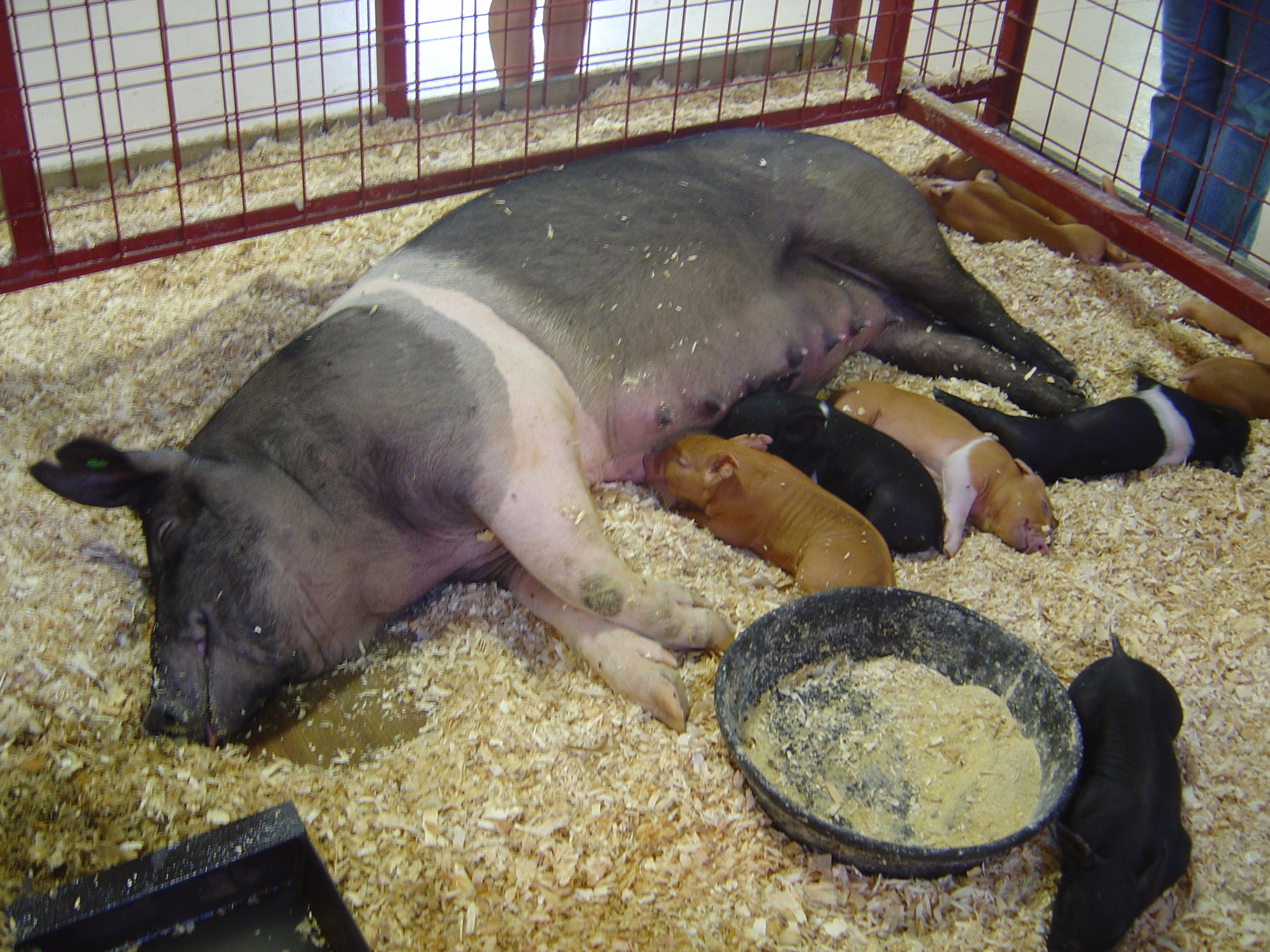

Гемпширська порода свиней виведена в США. Масть чорна з білим пояском, що йдуть через лопатки і передні кінцівки, вуха стоячі. Це м'ясна порода середніх розмірів, середніх термінів дозрівання, дуже добре акліматизується. Імпортувалася в безліч європейських країн. Свині цієї породи спочатку ростуть повільно, а потім до 8 місяців швидко набирають масу.

## Опис
Дорослий хряк в середньому важить від 290 до 320 кг, а свиноматка від 190 до 260 кг. У порівнянні з іншими м’ясними різновидами, порода гемпшир має високу плодючість. Наприклад, свиноматка приводить 5-10 малят, а часто число новонароджених складає приблизно 12-14 дитинчат.